# Caralluma bhupinderiana
Caralluma bhupinderiana là một loài thực vật có hoa trong họ La bố ma. Loài này được Sarkaria mô tả khoa học đầu tiên năm 1980.